# ELO NOVELS
ELO NOVELS（イーエルオーノベルズ）は、株式会社オークスより発売されていた成年向け文庫レーベルである。

## 概要
2010年6月18日、オークスとしては初の成人向けレーベルとして発売された。主に成人向けゲームを原作としていた。内容はジュブナイルポルノ的な色合いがある。魔法少女などのヒロインが悪によって堕とされたり、妹や母親といった家族に対して近親相姦をする、ヒロインが復讐されて堕とされるなどの展開がある。サイズは文庫サイズである。定価は925円。毎月18日頃に2,3冊が刊行されていたが、2010年10月16日を最後に発売が中止された。その後、オークスからはヴァージン☆文庫が刊行された。

## 作品一覧
| タイトル名                                                        | 著者等       | 挿絵等            | 原作           |
| ----------------------------------------------------------------- | ------------ | ----------------- | -------------- |
| 純聖天使プリミティノエル〜恥辱に堕ちた少女〜                      | kozakana     | さいとうつかさ    | Magical☆Girl   |
| 放課後凌辱性徒会〜M会長の白濁ぶっかけ下克上〜                     | 草加直人     | フィリーネ・改    | 神無月製作所   |
| どきどき親子丼〜ママも一緒にお勉強会〜                            | Peter本田    | emily             | Shining Star   |
| 変態彰くんと健気なみどりちゃん〜大好きなお兄ちゃんのためだもん…〜 | 草加直人     | emily             | Shining Star   |
| 狩られた女戦士リゼット〜獣人輪姦に溺れる女戦士とエルフ僧侶〜      | 草加直人     | ばらいちご        | Circle Mercure |
| 家族監禁〜愛妻さやか、奈落の底の快楽人形〜                        | 姫川広明     | 御花畑るん        | 神無月製作所   |
| 精飲人形姫リゼル                                                  | 草加直人     | ばらいちご        | Circle Mercure |
| 人造魔法少女ワッフル〜ペットのようにしつけられて〜                | テムテム     | あかつきまお      | Magical☆Girl   |
| 家族監禁〜愛娘みすず、不帰の世界と歪んだ快楽〜                    | ゆうゆう     | 御花畑るん        | 神無月製作所   |
| 家族監禁〜母娘壊己、刻み込まれた快楽と絶望の果てに〜              | テムテム     | 御花畑るん        | 神無月製作所   |
| 催眠牝奴隷騎士ソフィア〜レズ騎士団長、催眠調教に堕ちる〜          | 草加直人     | ばらいちご        | Circle Mercure |
| 調教志願妻〜息子に溺れる雌陰の疼き〜                              | 影武者悶次郎 | 御花畑るん        | 神無月製作所   |
| 触王 性愛遊戯の章                                                 | 草加直人     | SayaCherrypinGree | VARIETA        |